# Hradište, Poltár
Hradište este o comună slovacă, aflată în districtul Poltár din regiunea Banská Bystrica. Localitatea se află la altitudinea de 302 m deasupra n.m., se întinde pe o suprafață de 14,51 km2 și în 2017 număra 244 de locuitori.

## Istoric
Localitatea Hradište este atestată documentar din 1411.

## Demografie
| An:                | 1994 | 2004   | 2014    | 2024   |
| ------------------ | ---- | ------ | ------- | ------ |
| Număr de persoane: | 306  | 290    | 245     | 226    |
| Diferență:         |      | −5,22% | −15,51% | −7,75% |

| An:                | 2023 | 2024   |
| ------------------ | ---- | ------ |
| Număr de persoane: | 224  | 226    |
| Diferență:         |      | +0,89% |